# Törvények (dialógus)
A Törvények (görögül Νόμοι, latinul Leges) Platón utolsó és egyben leghosszabb dialógusa. A műben számos olyan politikafilozófiai, etikai, és teológiai kérdés merül fel, amelyek a korábbi műveiben is foglalkoztatják Platónt, a dialógus nagy részét mégis egy alapítandó állam törvényhozásának és jogi szabályainak ismertetése teszi ki.

## A mű címe
A νόμοςt törvénynek, szokásnak, vagy hagyománynak szokták fordítani. Kerferd szerint a szónak a leíró jelentése helyett inkább egyfajta normatív, előíró kicsengése van, ezért inkább a „norma” szóval lehetne visszaadni értelmét. A szó tehát egy jogilag szankcionált vagy a közmegegyezés által szentesített és megkövetelt viselkedési mintát jelöl. A dialógusban a νόμος-t mindkét értelemben használja Platón.

## A mű keletkezése
Az ókor óta konszenzus, hogy a Törvények az Állam után keletkezett, Diogenész Laertiosz szerint ez élete utolsó műve, a haláláig ezen dolgozott. A legújabb, stilisztikai vizsgálatok szerint is a Törvények Platón legutolsó művei közé tartozik. Emellett felhozható érvként a mű kései voltára az, hogy itt is, csakúgy, mint a többi kései dialógusban, Szókratész szerepe kezd jelentéktelenebbé válni (itt egyáltalán nem is szerepel, sőt a dialógus még csak nem is Athénban játszódik, hanem Krétán), a korai dialógusokra jellemző különböző vélemények ütköztetés helyett a mű egyetlen vélemény kifejtése, valamint a középső korszak ideaelmélete itt egyáltalán nem játszik jelentős szerepet, mint az etika és a politikafilozófia megalapozója.

## A dialógus szereplői
A mű három szereplője egy athéni férfi, a spártai Megillosz és a krétai Kleiniász. A spártai és krétai militarista berendezkedésű államokkal Platón valamennyire szimpatizál, az ő általa jónak tartott politikai nézeteket azonban a szerző szócsöve, az athéni férfi fejti ki. A bevezető könyvekben a két mellékszereplő is leírja saját államának gyakorlatát, az athéni pedig korrigálja ezen nézeteket.

## A mű szerkezeti felépítése
- 1. könyv
  - 654a-637d: A törvényhozás alapelve
  - 637d-650b: Neveléselmélet
- 2. könyv
  - 652a-674c: Neveléselmélet, esztétika
- 3. könyv
  - 676a-693d: Az állam eredete, fejlődése
  - 693d-702b: Az államformák keverésének fontossága
- 3-4 könyv
  - 702b-716a: Új krétai állam alapítása
- 4-5 könyv
  - 716a-734e: Beszéd az új állam polgáraihoz: bevezetés a törvényekhez
  - 734e-750d: A földbirtok- és tulajdonkérdés szankcionálása
- 6. könyv
  - 751a-769a: A hivatalok meghatározása
  - 769a-785b: A családi kapcsolatok és a társas viszonyok rendezése
- 7. könyv
  - 788a-824b: Oktatás
- 8. könyv
  - 828a-828d: Vallási szabályok
  - 829a-835c: Versenyek, testgyakorlatok szabályozása
  - 835c-842c: Férfiak és nők viszonya
  - 842c-850c: Mezőgazdaság és piac
- 9. könyv
  - 853a-882c: Büntetőjog
- 10. könyv
  - 884a-887d: Állam és a vallás kapcsolata
  - 887d-899d: Az ateista nézet és ennek cáfolata
  - 899d-905d: Az epikureista nézet és cáfolata
  - 905d-907b: A homéroszi istenkép és cáfolata
  - 907b-910d: Az eretnekeket sújtó törvények
- 11. könyv
  - 913a-918a: Tulajdon
  - 918a-920d: Kereskedelem szabályozása
  - 920d-922a: Szerződések
  - 922a-926d: Végrendeletek
  - 926d-928d: Árvák helyzete
  - 928d-932e: Rokoni kapcsolatokra vonatkozó törvények
  - 932e-933e: Varázslással és méregkeveréssel foglalkozó törvény
  - 933e-942ac: Lopás, koldulás szabályozása
- 11-12 könyv
  - 942a-945b: Hadügyek
  - 945b-969c: A tisztviselőket ellenőrző felügyelők megválasztása; az Éjszakai tanács feladatai

## Témák
A mű nagy részét törvények részletes leírása és magyarázatuk teszi ki, amit a mai értelemben semmi esetre se mondanánk filozófiának, azonban a szó ókori értelme tágabb volt, így a törvényhozást is filozófiának tekintették. Ennek ellenére számos olyan filozófiai kérdéssel foglalkozik Platón a Törvényekben, amik a korábbi műveiben is érdekelték

### Államformák
A demokráciáról, arisztokráciáról és monarchiáról szóló fejtegetések, erényeik és hátrányaik bemutatása helyet kap a Törvényekben. A téma iránt a szélesebb, nem filozófus olvasóközönség is érdeklődött, lásd Hérodotosznak az államformákról elmélkedő perzsáit. Bár az Államban az arisztokráciát, az Államférfiben pedig az egyeduralmat tartotta a leghelyesebb államformának, itt a monarchiának és a demokráciának keverékét tartja kívánatosnak, elkerülvén így a tiszta, zsarnoki monarchia (pl a perzsa királyság) és az athéni demokrácia tévelygéseit. A kevert államformát leggyorsabban egy türannikus rezsimből lehet kialakítani, feltéve, ha az egyeduralkodó mellé egy kiváló képességekkel rendelkező államférfi társul.

### Törvények vagy egyeduralom
Az ókori politikafilozófia másik klasszikus kérdése a következő: Melyik a helyesebb berendezkedés, ha a törvények uralkodnak egy államban, és azokat senki se szegheti meg, vagy ha rendkívüli képességekkel rendelkező államférfi, aki a belátása szerint áthághatja a törvényeket az állam érdekében? Platón az Államban és az Államférfiben is a törvények nélküli uralmat tartja kívánatosabbnak, a változatlan leírt szabályokkal szemben a szakértelemmel bíró, a változó világhoz dinamikusan alkalmazkodó uralkodó képét festi elénk. Meglepő módon Platón koncepciója a Törvényekben se változik, de mivel nem ismerünk a platóni mércét megütő képességekkel rendelkező államférfit, ezért a második legjobb állapot a törvények uralma, mely törvények részletes kifejtése a dialógus.

### A kétféle erény
A középső korszak etikájának egyik markáns eleme a filozófusok és a nem-filozófusok erénye közötti megkülönböztetés. A nem-filozófusok erényeiket megszokás és gyakorlat révén alakítják ki magukban, és cselekvésük mögött valamilyen motiváció rejlik. A filozófusok erényének az alapja metafizikai: az ideák ismerete. Ezzel a felosztással szemben úgy tűnik, a Törvények valami teljesen új koncepciót vázol fel: itt nyomát se láthatjuk az erények megkülönböztetésének. Az ötödik könyvben található, az erényekről szóló beszédben (726a-tól), melyet az alapítandó állam leendő polgárainak címez az athéni férfi, nem láthatjuk a kétféle erény megkülönböztetését. Úgy tűnik, hogy Platón ebben a művében az erényt, tehát a boldogságot elérhetővé tette mindenki számára és így egyfajta egalitárius etikát alapozott meg.

### Teológia
A X. könyvben található a Törvények istentana, a racionális teológia egyik legfontosabb fejtegetése. Az istenekkel kapcsolatban 3 téves nézet van forgalomban:
1. Nincsenek istenek. Ennek a nézetnek a képviselőinek tévedése abban rejlik, hogy a lelket másodlagosnak tartják az elemekhez, vagyis a természethez képest, holott a helyzet épp az ellenkezője: a lélek az oka a testek változásának. (887d-899d)
2. Vannak istenek, de nem törődnek az emberekkel. Ennek a nézetnek a cáfolata abból indul ki, hogy még akik az istenek közömbösségét vallják is, azt elismerik, hogy az istenek erényesek. A restség, és elpuhultság márpedig az erény ellentéte, tehát következésképpen az istenek gondoskodnak a dolgokról, és nem csak a nagyokról, hanem a kis, emberi dolgokról is (899d- 905d)
3. Vannak istenek, de ajándékokkal megvehető a jóindulatuk. Ezt a homéroszi és hésziodoszi istenképet Platón a korábbi műveiben is támadja, így az Államban is. Ennek a nézetnek a hívei az isteneket, az igazságosság és a legfőbb javak őrzőit a középszerű, megvesztegethető emberekhez hasonlítja, ami felér egy istenkáromlással. (905d-907b)

### Pszichológia
A Törvényekben a lélek természetére vonatkozó fejtegetés a X. könyv teológiai, ateisták világnézetét cáfoló részébe épül bele. Platón a mozgásnak 8 + 2 fajtáját különbözteti meg. A kilencedik mozgás az, amikor valami úgy mozgat, hogy saját magát mozgásra bírni nem képes, és a mozgását is csak mástól kapja. A tizedik fajta pedig, ami mind önmagát, mind másokat képes mozgatni. Kétségtelen, hogy ez a mozgás a leghatalmasabb, mivel ez önmagát is képes mozgatni. Ami önmozgásra képes, az él (ζῆν),vagyis lelke van. A lélek definíciója tehát: olyan mozgás, amely önmagát képes mozgatni.

## Hatástörténet

### Államformák
Platón a Törvényekben a demokráciából és monarchiából összekevert államforma bevezetését javasolja. Arisztotelész Politikájában szintén felmerül az államformák keverésének lehetősége: ő a politeiát, a demokrácia és az oligarchia keverékét javasolja mint ideális állapotot, amelyben a meglehetősen nagy számú középosztály hozza létre a kiegyensúlyozott állapotot. A történetíró Polübiosz művében a legjobb államformának a demokrácia, arisztokrácia és monarchia keverékét látja, és ennek megvalósulására szerinte a spártai berendezkedés a legjobb példa. Cicero is a három államforma egyfajta keverékét tartja a legjobb államformának.

### Etika
Saunders szerint azzal, hogy a boldogság, az eudaimónia megvalósulását Platón a Törvényekben – valamilyen szinten – az egész államra nézve lehetségesnek tartja, Platón utat nyit a későbbi sztoikus és keresztény etikáknak.

## Kortárs viták
A Törvények lehetséges értelmezései a következő kérdésre adott válasz alapján különböztethetőek meg: Mi a helye a Törvényeknek a Platón-életműben?
Bobonich szerint Platón kései művei politikafilozófiai, etikai, episztemológiai és pszichológiai értelemben új gondolatokat tartalmaznak, olyanokat, amelyek felváltják Platón középső korszakában keletkezett nézeteket. Így a Törvények által leírt államot nem nevezhetjük az Állam utópiájához képest második legjobb államnak, hiszen Platón már nem tartja azt az álláspontját, hogy az Állambeli polisz lenne a mintakép.
Saunders szerint a Törvények állama egy olyan állapotra alkalmazható, amelyben nincsenek a platóni értelemben vett filozófus-királyok, akik az Államban leírt módon, metafizikai tudásuk révén uralkodnának. Ezen értelmezés szerint tehát a Törvényekkel Platón nem adta fel a középső korszakban kifejtett gondolatait, és amikor a műben a Törvények poliszát a második legjobb államnak mondja, akkor az ideális állapot az Állam koncepcióját jelöli.

## Külső hivatkozások
- Platón: Törvények (angol, online olvasható)
- Bobonich: Plato on utopia
- Plato: Laws. A Loeb Classical Library kiadásában
- Platón összes művei kommentárokkal. Törvények, Atlantisz Könyvkiadó